# Förslöv
Förslöv (dansk: Førslev) er en landsby i det nordvestlige Skåne i Sverige.
Förslöv er beliggende i Båstad Kommune i Skåne län tæt på grænsen til Halland. Den har et areal på 3 km2
og et befolkningstal på 2.484 (2023) indbyggere.